# Stockholms bydelsområder
Bydelsområde (stadsdelsområde) kaldes de områder i Sveriges hovedstad Stockholm, der styres af bydelsnævn under Stockholms kommune. Stockholm er siden 1. januar 2007 inddelt i fjorten bydelsområder, og hvert af disse kan bestå af flere bydele eller dele af bydele.

## Nuværende bydelsområder i Stockholm
Den 1. januar 2007 blev en række bydelsområder slået sammen. Enskede-Årsta og Vantör dannede Enskede-Årsta-Vantör, Hägersten og Liljeholmen dannede Hägersten-Liljeholmen, Kista og Rinkeby dannede Rinkeby-Kista, og Maria-Gamla Stan og Katarina-Sofia dannede Södermalm.
| - Bromma - Enskede-Årsta-Vantör - Farsta - Hägersten-Liljeholmen - Hässelby-Vällingby - Kungsholmen - Norrmalm | - Rinkeby-Kista - Skarpnäck - Skärholmen - Spånga-Tensta - Södermalm - Älvsjö - Östermalm |

## Tidligere bydelsområder i Stockholm

### Til og med 1997
Til og med 1997 var Stockholm inddelt i 24 bydelsområder:
| - Bromma - Enskede - Farsta - Hammarby - Hornstull - Hägersten - Hässelby - Katarina-Sofia | - Kista - Kungsholmen - Liljeholmen - Maria-Gamla Stan - Norrmalm - Rinkeby - Skarpnäck - Skärholmen | - Spånga-Tensta - Söderled - Vantör - Vällingby - Västerled - Årsta - Älvsjö - Östermalm |

### Perioden 1998 til 2006
I 1998 blev Stockholms bydelsområder omorganiseret fra 24 til 18. Enskede og Årsta gik sammen og dannede Enskede-Årsta, og Hässelby og Vällingby gik sammen og dannede Hässelby-Vällingby. Västered kom til at indgå i Bromma, Söderled kom til at indgå i Farsta og Hornstull kom til at indgå i Maria-Gamla Stan. Hammarby blev delt mellem Skarpnäck og Katarina-Sofia.
| - Bromma, 59.622 indb. - Enskede-Årsta, 46.183 indb. - Farsta, 45.671 indb. - Hägersten, 29.847 indb. - Hässelby-Vällingby, 58.796 indb. - Katarina-Sofia, 44.224 indb. - Kista, 30.142 indb. - Kungsholmen, 54.283 indb. - Liljeholmen, 31.309 indb. | - Maria-Gamla Stan, 63.953 indb. - Norrmalm, 62.198 indb. - Rinkeby, 15.613 indb. - Skarpnäck, 40.248 indb. - Skärholmen, 30.883 indb. - Spånga-Tensta, 34.366 indb. - Vantör, 35.248 indb. - Älvsjö, 21.290 indb. - Östermalm, 61.168 indb. |

Befolkningstallene er pr. 31. december 2004. I Innerstaden boede der 285.826 personer. Söderort og Västerort havde 479.218 indbyggere.